# Räknäs södra
Räknäs södra är en bebyggelse i Värmdö kommun. Vid SCBs avgränsning 1990 och 2015 klassades området som en del av småort Räknäs. Vid avgränsningen 2023 klassas den som en separat småort.